# Пети и Селма Бувије
Патриша „Пети” Бувије и Селма Бувије, познатије као Пети и Селма (глуми их Џули Кавнер) су измишљени ликови у анимираној ТВ серији Симпсонови. Оне су Марџине две циничне старије сестре близнакиње које непрекидно пуше. Обе раде у Одсеку за моторна возила и мрзе Хомера. Селма се родила два минута пре Пети. Стваралац Мет Грејнинг им је дао имена, јер се његова старија рођена сестра звала Пати и била је трговац уметничким делима.